# Памятные монеты Литвы
Первая юбилейная монета Литвы была выпущена в 1938 году в честь 20-летия независимости государства. В 1993—2014 годах Банк Литвы выпускал памятные и юбилейные монеты из драгоценных (золото — номиналами 1, 10, 50, 100, 500 литов, серебро — номиналами 5, 10, 50, 100 литов и биметаллические номиналом 200 литов) и недрагоценных (мельхиор — номиналами 1 и 10 литов, биметаллические номиналом 2 лита и из северного золота номиналом 25 литов) металлов. Первыми после восстановления независимости Литвы были выпущены монеты, посвящённые 60-летию трансатлантического перелёта Дарюса и Гиренаса и визиту папы римского Иоанна Павла II в Литву.
Основной тематикой выпускавшихся памятных и юбилейных монет были различные исторические события и деятели литовского государства. Банк Литвы также выпускал монеты в рамках международных программ, таких как «ЮНИСЕФ — Детям мира», «Самые маленькие золотые монеты мира. История золота», «Европейское культурное наследие» и других.
С 1 января 2015 года Литва перешла на евро, и памятные монеты стали чеканиться номинированными в этой валюте. Последней памятной монетой, номинированной в литах, стали 50 литов с необычным дизайном, посвящённые этому событию.
Все монеты чеканились на Литовском монетном дворе.

## Статистика
Всего за время существования лита было выпущено 111 разновидностей монет, в том числе 15 из мельхиора, 2 из северного золота, 12 биметаллических (мельхиор + латунь), 69 из серебра 925 пробы, 12 из золота 999 пробы и 1 биметаллическая (золото + серебро).
| Сводная таблица выпуска монет по годам и материалу | Сводная таблица выпуска монет по годам и материалу | Сводная таблица выпуска монет по годам и материалу | Сводная таблица выпуска монет по годам и материалу | Сводная таблица выпуска монет по годам и материалу | Сводная таблица выпуска монет по годам и материалу | Сводная таблица выпуска монет по годам и материалу | Сводная таблица выпуска монет по годам и материалу | Сводная таблица выпуска монет по годам и материалу | Сводная таблица выпуска монет по годам и материалу | Сводная таблица выпуска монет по годам и материалу | Сводная таблица выпуска монет по годам и материалу | Сводная таблица выпуска монет по годам и материалу | Сводная таблица выпуска монет по годам и материалу | Сводная таблица выпуска монет по годам и материалу | Сводная таблица выпуска монет по годам и материалу | Сводная таблица выпуска монет по годам и материалу | Сводная таблица выпуска монет по годам и материалу | Сводная таблица выпуска монет по годам и материалу | Сводная таблица выпуска монет по годам и материалу | Сводная таблица выпуска монет по годам и материалу | Сводная таблица выпуска монет по годам и материалу | Сводная таблица выпуска монет по годам и материалу | Сводная таблица выпуска монет по годам и материалу | Сводная таблица выпуска монет по годам и материалу |
|                                                    | 1938                                               | 1993                                               | 1994                                               | 1995                                               | 1996                                               | 1997                                               | 1998                                               | 1999                                               | 2000                                               | 2001                                               | 2002                                               | 2003                                               | 2004                                               | 2005                                               | 2006                                               | 2007                                               | 2008                                               | 2009                                               | 2010                                               | 2011                                               | 2012                                               | 2013                                               | 2014                                               | Всего                                              |
| -------------------------------------------------- | -------------------------------------------------- | -------------------------------------------------- | -------------------------------------------------- | -------------------------------------------------- | -------------------------------------------------- | -------------------------------------------------- | -------------------------------------------------- | -------------------------------------------------- | -------------------------------------------------- | -------------------------------------------------- | -------------------------------------------------- | -------------------------------------------------- | -------------------------------------------------- | -------------------------------------------------- | -------------------------------------------------- | -------------------------------------------------- | -------------------------------------------------- | -------------------------------------------------- | -------------------------------------------------- | -------------------------------------------------- | -------------------------------------------------- | -------------------------------------------------- | -------------------------------------------------- | -------------------------------------------------- |
| Мельхиор                                           |                                                    | 2                                                  | 1                                                  | 1                                                  |                                                    | 1                                                  | 1                                                  | 2                                                  |                                                    |                                                    | 1                                                  |                                                    | 1                                                  | 1                                                  |                                                    |                                                    |                                                    | 1                                                  | 1                                                  | 1                                                  |                                                    | 1                                                  |                                                    | 15                                                 |
| Сев. золото                                        |                                                    |                                                    |                                                    |                                                    |                                                    |                                                    |                                                    |                                                    |                                                    |                                                    |                                                    |                                                    |                                                    |                                                    |                                                    |                                                    |                                                    |                                                    |                                                    |                                                    |                                                    | 1                                                  | 1                                                  | 2                                                  |
| Биметалл                                           |                                                    |                                                    |                                                    |                                                    |                                                    |                                                    |                                                    |                                                    |                                                    |                                                    |                                                    |                                                    |                                                    |                                                    |                                                    |                                                    |                                                    |                                                    |                                                    |                                                    | 8                                                  | 4                                                  |                                                    | 12                                                 |
| Серебро-925                                        | 1                                                  |                                                    |                                                    | 2                                                  | 4                                                  | 2                                                  | 3                                                  | 3                                                  | 5                                                  | 2                                                  | 2                                                  | 2                                                  | 4                                                  | 4                                                  | 3                                                  | 2                                                  | 4                                                  | 3                                                  | 4                                                  | 4                                                  | 4                                                  | 5                                                  | 6                                                  | 69                                                 |
| Золото-999                                         |                                                    |                                                    |                                                    |                                                    |                                                    | 1                                                  |                                                    | 1                                                  | 1                                                  |                                                    |                                                    |                                                    |                                                    | 1                                                  |                                                    | 2                                                  | 1                                                  | 1                                                  | 1                                                  | 1                                                  | 1                                                  |                                                    | 1                                                  | 12                                                 |
| Биметалл драг.                                     |                                                    |                                                    |                                                    |                                                    |                                                    |                                                    |                                                    |                                                    |                                                    |                                                    |                                                    | 1                                                  |                                                    |                                                    |                                                    |                                                    |                                                    |                                                    |                                                    |                                                    |                                                    |                                                    |                                                    | 1                                                  |
| Всего                                              | 1                                                  | 2                                                  | 1                                                  | 3                                                  | 4                                                  | 4                                                  | 4                                                  | 6                                                  | 6                                                  | 2                                                  | 3                                                  | 3                                                  | 5                                                  | 6                                                  | 3                                                  | 4                                                  | 5                                                  | 5                                                  | 6                                                  | 6                                                  | 13                                                 | 11                                                 | 8                                                  | 111                                                |

## Первая республика
В 1938 году на монетном дворе Каунаса была отчеканена юбилейная монета, посвящённая 20-летию независимости государства.
| 1938 | | 20 лет независимости |
| 1938 | Аверс: номинал, портрет Антанаса Сметоны, надпись на лит. VALSTYBĖS PREZIDENTAS A. SMETONA. Реверс: колонны Гедимина, название государства, годы (1918—1938) и надпись на лит. DVIDEŠIMT METŲ NEPRIKLAUSOMYBĖS * XX *. Гурт гладкий с надписью на лит. VIENYBĖJE * TAUTOS * JĖGA *. Дизайн: Ю. Зикарас. Номинал: 10 литов. Материал: серебро-925. Качество: UNC. Масса: 18 г. Диаметр: 32 мм. Тираж: 180 000 шт. |                      |

## Монеты из недрагоценных металлов

### 1 лит
Монеты из мельхиора (Cu 75 : Ni 15) номиналом 1 лит были выпущены в качестве UNC крупными тиражами и находились в обращении.
Характеристики: масса — 6,25 г, диаметр — 22,3 мм, толщина — 2,2 мм, гурт — прерывисто-рубчатый.
| 1997 | | 75 лет Банку Литвы и литу                          |
| 1997 | Аверс: номинал, герб и название государства, год выпуска. Реверс: портрет первого управляющего Банком Литвы Владаса Юргутиса и его подпись, надпись на лит. LIETUVOS BANKUI IR LITUI 75. Тираж: 200 000 шт. Дизайн: А. Каждайлис, Р. Эйдеюс.                                                                    |                                                    |
| 1999 | | 10 лет Балтийскому пути                            |
| 1999 | Аверс: номинал, герб и название государства, год выпуска. Реверс: руки трёх пар людей, символизирующие прибалтийские республики, надписи на лит. BALTIJOS KELIUI — 10 и лит. LIETUVA LATVIJA ESTIJA. Тираж: 1 000 000 шт. Дизайн: А. Жукаускас.                                                                 |                                                    |
| 2004 | | 425 лет Вильнюсскому университету                  |
| 2004 | Аверс: герб государства в орнаментальном обрамлении, номинал и название государства. Реверс: вид на университет, год выпуска, надпись на лит. VILNIAUS UNIVERSITETAS 425. Тираж: 200 000 шт. Дизайн: Р. Й. Бялявичюс.                                                                                           |                                                    |
| 2005 | | Замок правителей Литвы                             |
| 2005 | Аверс: номинал, название государства, год выпуска, герб Литвы XVI века, окантовка из точек. Реверс: вид на замок, надпись на лит. LIETUVOS DIDŽIOSIOS KUNIGAIKŠTYSTĖS VALDOVŲ RŪMAI •, окантовка из точек. Тираж: 1 000 000 шт. Дизайн: Г. Паулаускис.                                                          |                                                    |
| 2009 | | Вильнюс — Культурная столица Европы-2009           |
| 2009 | Аверс: номинал, герб и название государства, знак монетного двора. Реверс: муза, рисующая на мольберте в виде башни замка Гедимина, надпись на лит. VILNIUS – EUROPOS KULTŪROS SOSTINĖ 2009. Тираж: 1 000 000 шт. Дизайн: В. Нарутис.                                                                           |                                                    |
| 2010 | | 600 лет Грюнвальдской битве                        |
| 2010 | Аверс: номинал, стилизованное изображение герба и название государства, год выпуска и знак монетного двора. Реверс: перекрещенные копья, надпись на лит. ŽALGIRIO MŪŠIS 1410-2010. Тираж: 1 000 000 шт. Дизайн: Р. Й. Бялявичюс.                                                                                |                                                    |
| 2011 | | Чемпионат Европы по баскетболу 2011                |
| 2011 | Аверс: номинал, герб и название государства, знак монетного двора и год выпуска на фоне стилизации под баскетбольный мяч. Реверс: надпись на лит. 2011 EUROPOS KREPŠINIO ČEMPIONATAS на фоне стилизации под баскетбольный мяч. Тираж: 1 000 000 шт. Дизайн: Г. Паулаускис, Л. Парилскис.                        |                                                    |
| 2013 | | Председательство Литвы в Совете Европейского союза |
| 2013 | Аверс: номинал, название государства, знак монетного двора и год выпуска, стилизованный герб государства со звёздами. Реверс: надпись на лит. LIETUVOS PIRMININKAVIMUI EUROPOS SĄJUNGOS TARYBAI, стилизованное изображение карты Европы с государствами-членами ЕС. Тираж: 100 000 шт. Дизайн: Р. Й. Бялявичюс. |                                                    |

### 2 лита
Биметаллические монеты, соответствующие по характеристикам обычным монетам в 2 лита.
| 2012 | | Бирштонас      |
| 2012 | Аверс: номинал, герб и название государства, знак монетного двора. Реверс: герб и название города на лит. BIRŠTONAS, год выпуска. Тираж: 100 000 шт. (простая, UNC) + 2500 шт (цветная, proof). Дизайн: Г. Паулаускас.                     |                |
| 2012 | Друскининкай |                |
| 2012 | Аверс: номинал, герб и название государства, знак монетного двора. Реверс: герб и название города на лит. DRUSKININKAI, год выпуска. Тираж: 100 000 шт. (простая, UNC) + 2500 шт (цветная, proof). Дизайн: Г. Паулаускис.                  |                |
| 2012 | Неринга |                |
| 2012 | Аверс: номинал, герб и название государства, знак монетного двора. Реверс: герб и название города на лит. NERINGA, год выпуска. Тираж: 100 000 шт. (простая, UNC) + 2500 шт (цветная, proof). Дизайн: Г. Паулаускис.                       |                |
| 2012 | Паланга |                |
| 2012 | Аверс: номинал, герб и название государства, знак монетного двора. Реверс: герб и название города на лит. PALANGA, год выпуска. Тираж: 100 000 шт. (простая, UNC) + 2500 шт (цветная, proof). Дизайн: Г. Паулаускис.                       |                |
| 2013 | | Валун Пунтукас |
| 2013 | Аверс: номинал, герб и название государства, знак монетного двора. Реверс: валун с барельефом Дарюса и Гиренаса и его название на лит. PUNTUKAS, год выпуска. Тираж: 100 000 шт. (UNC) + 4000 шт. (proof). Дизайн: Г. Паулаускис.          |                |
| 2013 | Стелмужский дуб |                |
| 2013 | Аверс: номинал, герб и название государства, знак монетного двора. Реверс: дуб и его название на лит. STELMUŽĖS ĄŽUOLAS, год выпуска. Тираж: 100 000 шт. (UNC) + 4000 шт. (proof). Дизайн: Г. Паулаускис.                                  |                |
| 2013 | Куренас |                |
| 2013 | Аверс: номинал, герб и название государства, знак монетного двора. Реверс: изображение старинной парусной лодки — куренаса и её название на лит. KURĖNAS, год выпуска. Тираж: 100 000 шт. (UNC) + 4000 шт. (proof). Дизайн: Г. Паулаускис. |                |
| 2013 | Ручная прялка |                |
| 2013 | Аверс: номинал, герб и название государства, знак монетного двора. Реверс: ручная прялка и её название на лит. VERPSTĖ, год выпуска. Тираж: 100 000 шт. (UNC) + 4000 шт. (proof). Дизайн: Г. Паулаускис.                                   |                |

### 10 литов
Монеты из мельхиора (Cu 75 : Ni 15) номиналом 10 литов имеют массу 13,15 г и диаметр 28,7 мм.
| 1993 | | 60 лет трансатлантического перелёта Дарюса и Гиренаса |
| 1993 | Аверс: номинал, герб и название государства, знак монетного двора. Реверс: профили лётчиков, даты юбилея «1933—1993», надпись на лит. DARIUS IR GIRĖNAS. Гурт гладкий с надписью на лит. ŠLOVĖ ATLANTO NUGALĖTOJAMS. Качество: UNC. Тираж: 4500 шт. Дизайн: П. Гаршка.                                                                        |                                                       |
| 1993 | | Визит папы римского Иоанна Павла II в Литву           |
| 1993 | Аверс: номинал, герб и название государства, знак монетного двора. Реверс: портрет понтифика, надпись на лит. JONAS PAULIUS II LIUDYKIME KRISTŲ, год выпуска на лат. MCMXCIII. Гурт гладкий с надписью на лит. TIKĖJIMAS × MEILĖ × VILTIS ×. Качество: UNC. Тираж: 10 000 шт. (реализовано 5000). Дизайн: Л. Пиворюнас, П. Гаршка.            |                                                       |
| 1994 | | Праздник песен литовцев мира                          |
| 1994 | Аверс: номинал, герб и название государства, знак монетного двора. Реверс: два канклеса, Солнце, надпись на лит. PASAULIO LIETUVIŲ DAINŲ ŠVENTĖ и год выпуска. Гурт гладкий с надписью на лит. SKRISKIT SKAISČIOS DAINOS. Качество: proof. Тираж: 40 000 шт. (реализовано 11 708). Дизайн: П. Гинталас.                                       |                                                       |
| 1995 | | V Спортивные игры литовцев мира                       |
| 1995 | Аверс: номинал, герб и название государства, знак монетного двора. Реверс: бегущий спортсмен с факелом на фоне Земли и эмблемы игр, надпись на лит. PENKTOSIOS PASAULIO LIETUVIŲ SPORTO ŽAIDYNĖS, год выпуска. Гурт гладкий с надписью на лит. LIETUVIAIS ESAME MES GIMĘ. Качество: proof. Тираж: 10 000 шт. Дизайн: Г. Каралюс, П. Гинталас. |                                                       |
| 1998 | | Вильнюс                                               |
| 1998 | Аверс: номинал, герб и название государства, год выпуска. Реверс: архитектурные памятники Вильнюса, название города на лит. VILNIUS. Гурт гладкий с надписью на лит. VILNIUS — LIETUVOS SOSTINĖ. Качество: proof. Тираж: 7500 шт. Дизайн: А. Босас.                                                                                           |                                                       |
| 1999 | | Каунас                                                |
| 1999 | Аверс: номинал, герб и название государства, год выпуска. Реверс: герб и архитектурные памятники Каунаса, название города на лит. KAUNAS. Гурт гладкий с надписью на лит. LAISVAS BŪDAMAS, LAISVĖS NEIŠSIŽADĖSI. Качество: proof. Тираж: 7500 шт. (реализовано 6028). Дизайн: Р. Эйдеюс.                                                      |                                                       |
| 2002 | | Клайпеда                                              |
| 2002 | Аверс: номинал, герб и название государства, год выпуска, знак монетного двора на фоне порта Клайпеды. Реверс: герб и пейзаж Клайпеды, название города на лит. KLAIPĖDA. Гурт гладкий с надписью на лит. KLAIPĖDAI – 750. Качество: proof. Тираж: 5000 шт. Дизайн: Р. Эйдеюс.                                                                 |                                                       |

### 25 литов
Монеты из северного золота (Cu 89 : Al 5 : Zn 5 : Sn 1) номиналом 25 литов выпущены в качестве proof-like, имеют массу 10,00 г и диаметр 28,00 мм, гурт рубчатый.
| 2013 | | 25 лет движению Саюдис  |
| 2013 | Аверс: номинал, стилизованное изображение герба с фрагментами баррикад и название государства, знак монетного двора. Реверс: фрагмент фотографии Зинаса Казенаса, год выпуска, надпись на лит. LIETUVOS SĄJŪDIS 25. Тираж: 25 000 шт. Дизайн: Р. Й. Бялявичюс.                                       |                         |
| 2014 | | 25 лет Балтийскому пути |
| 2014 | Аверс: номинал, стилизованное изображение герба и название государства, год выпуска и знак монетного двора. Реверс: изображение ветви дерева с листьями в виде флагов Латвии, Литвы и Эстонии на фоне силуэтов государств, надпись на лит. BALTIJOS KELIAS 25. Тираж: 25 000 шт. Дизайн: Е. Раткуте. |                         |

## Монеты из серебра
Все серебряные монеты чеканились из серебра 925 пробы в качестве proof.

### 5 литов
| 1998 | | Программа ЮНИСЕФ «Детям мира» |
| 1998 | Аверс: номинал, герб и название государства, год выпуска и знак монетного двора на фоне Верхнего Замка Вильнюса. Реверс: фигура мальчика с вертушкой в руке, логотип ЮНИСЕФ, надпись на лит. PASAULIO VAIKAMS. Гурт гладкий с двумя надписями на лит. LIETUVOS BANKAS *. Масса: 28,28 г. Диаметр: 38,61 мм. Тираж: 3000 шт. Дизайн: А. Жукаускас. |                               |
| 2002 | | Обыкновенная сипуха           |
| 2002 | Аверс: номинал, герб и название государства, год выпуска, знак монетного двора. Реверс: изображение охотящейся совы, название вида на лат. Tyto alba и лит. LIEPSNOTOJI PELĖDA. Гурт гладкий с двумя надписями на лит. LIETUVOS BANKAS *. Масса: 28,28 г. Диаметр: 38,61 мм. Тираж: 3000 шт. Дизайн: Г. Паулаускис.                               |                               |

### Серия «Литовская культура»
Монеты номиналом 10 литов, имеют диаметр 28,70 мм и массу 12,44 г.
| 2010 | | Монета, посвящённая музыке                     |
| 2010 | Аверс: номинал, герб и название государства, знак монетного двора. Реверс: стилизованное изображение скрипки, год выпуска. Гурт гладкий с надписью на лит. LIETUVOS KULTŪRA * MUZIKA. Тираж: 10 000 шт. Дизайн: Р. О. Чигреюте, Р. Й. Бялявичюс.                                                                    |                                                |
| 2011 | | Монета, посвящённая театру                     |
| 2011 | Аверс: номинал, герб и название государства, год выпуска, знак монетного двора. Реверс: стилизованное изображение театральных масок. Гурт гладкий с надписью на лит. LIETUVOS KULTŪRA * TEATRAS. Тираж: 10 000 шт. Дизайн: Г. Паулаускис.                                                                           |                                                |
| 2012 | | Монета, посвящённая изобразительному искусству |
| 2012 | Аверс: номинал, герб и название государства, год выпуска, знак монетного двора на рельефном фоне на месте нуля в обозначении номинала — овальное отверстие. Реверс: стилизованное изображение палитры. Гурт гладкий с надписью на лит. LIETUVOS KULTŪRA * DAILĖ. Тираж: 4000 шт. Дизайн: Р. Ничяенэ, Г. Паулаускис. |                                                |
| 2014 | | Монета, посвящённая кинематографу              |
| 2014 | Аверс: номинал, стилизованное изображение герба, название государства, год выпуска, знак монетного двора. Реверс: стилизованное изображение киноплёнки. Гурт гладкий с надписью на лит. LIETUVOS KULTŪRA * KINAS. Тираж: 4000 шт. Дизайн: Р. Ничяенэ.                                                               |                                                |

### Монеты, посвящённые Олимпийским играм
Монеты номиналом 50 литов.
| 1996 | | XXVI летние Олимпийские игры в Атланте  |
| 1996 | Аверс: герб и название государства, номинал и знак монетного двора на фоне веток. Реверс: стилизованные фигуры баскетболистов, эмблема Олимпийского комитета Литвы, надпись на лит. ATLANTA 1996. Гурт гладкий с надписью — олимпийским девизом на лат. CITIUS ALTIUS FORTIUS. Масса: 23,3 г. Диаметр: 34 мм. Тираж: 6000 шт. Дизайн: Г. Паулаускис.                                                                                 |                                         |
| 2000 | | XXVII летние Олимпийские игры в Сиднее  |
| 2000 | Аверс: герб и название государства, номинал, знак монетного двора. Реверс: стилизованное изображение метателя диска, эмблема Олимпийского комитета Литвы, надпись на лит. SIDNĖJUS 2000. Гурт гладкий с надписью на лит. NUGALI STIPRŪS DVASIA IR KŪNU. Масса: 28,28 г. Диаметр: 38,61 мм. Тираж: 4000 шт. (реализовано 2448). Дизайн: А. Жукаускас.                                                                                 |                                         |
| 2003 | | XXVIII летние Олимпийские игры в Афинах |
| 2003 | Аверс: герб и название государства, номинал, год выпуска, знак монетного двора. Реверс: стилизованное изображение велосипедисток, эмблема Олимпийского комитета Литвы, надпись на лит. ATĖNAI 2004. Гурт гладкий с надписью на лит. XXVIII OLIMPIADOS ŽAIDYNĖS. Масса: 28,28 г. Диаметр: 38,61 мм. Тираж: 2000 шт. Дизайн: Г. Паулаускис.                                                                                            |                                         |
| 2007 | | XXIX летние Олимпийские игры в Пекине   |
| 2007 | Аверс: герб и название государства, номинал, год выпуска, знак монетного двора. Реверс: стилизованное изображение бегуна, эмблема Олимпийского комитета Литвы, надпись на лит. PEKINAS 2008. Гурт гладкий с надписью на лит. XXIX OLIMPIADOS ŽAIDYNĖS. Масса: 28,28 г. Диаметр: 38,61 мм. Тираж: 5000 шт. Дизайн: Э. Прижгинас, Г. Паулаускис, Л. Грайните.                                                                          |                                         |
| 2011 | | XXX летние Олимпийские игры в Лондоне   |
| 2011 | Аверс: герб и название государства, номинал, год выпуска, знак монетного двора, стилизованное изображение яхт. Реверс: стилизованное изображение яхт, видимая под углом эмблема Олимпийского комитета Литвы / надпись «XXX», надпись на лит. LONDONAS 2012. Гурт гладкий с надписью на лит. VĖJO и стилизованными изображениями парусов. Масса: 28,28 г. Диаметр: 38,61 мм. Тираж: 5000 шт. Дизайн: Р. О. Чигреюте, Р. Й. Бялявичюс. |                                         |

### Серия «Правители Литвы»
Монеты номиналом 50 литов, диаметром 34 мм и массой 23,3 г.
Гурт гладкий с надписью на лит. IŠ PRAEITIES TAVO SŪNŪS TE STIPRYBĘ SEMIA — «Из прошлого пусть сыны твои черпают силу».
| 1996 | | Миндовг |
| 1996 | Аверс: номинал, герб и название государства, год выпуска, знак монетного двора, княжеские корона и скипетр на узорчатом фоне. Реверс: изображение Миндовга, годы правления (1251—1263), надпись на лит. MINDAUGAS • LIETUVOS • KARALIUS. Тираж: 6000 шт. (реализовано 4982). Дизайн: А. Жукаускас.                          |         |
| 1996 | Гедимин |         |
| 1996 | Аверс: номинал, герб и название государства, год выпуска, знак монетного двора, княжеские корона и скипетр на узорчатом фоне. Реверс: изображение Гедимина, годы правления (1316—1341), надпись на лит. GEDIMINAS • DIDYSIS • LIETUVOS • KUNIGAIKŠTIS. Тираж: 6000 шт. (реализовано 4421). Дизайн: А. Жукаускас.            |         |
| 1998 | | Ольгерд |
| 1998 | Аверс: номинал, герб и название государства, год выпуска, символы с печати князя и знак монетного двора на узорчатом фоне. Реверс: изображение Ольгерда, годы правления (1356—1377), надпись на лит. ALGIRDAS • DIDYSIS • LIETUVOS • KUNIGAIKŠTIS. Тираж: 4000 шт. (реализовано 2998). Дизайн: А. Жукаускас, Г. Паулаускис. |         |
| 1999 | | Кейстут |
| 1999 | Аверс: номинал, герб и название государства, год выпуска, колюмны и знак монетного двора на узорчатом фоне. Реверс: изображение Кейстута, годы правления (1345—1382), надпись на лит. KĘSTUTIS • DIDYSIS • LIETUVOS • KUNIGAIKŠTIS. Тираж: 2500 шт. Дизайн: А. Жукаускас, П. Гинталас.                                      |         |
| 2000 | | Витовт  |
| 2000 | Аверс: колюмны, гербы земель ВКЛ и знак монетного двора на узорчатом фоне, номинал, год выпуска и название государства. Реверс: изображение Витовта, надпись на лит. VYTAUTAS • D • L • K • 1392 • 1430. Тираж: 2500 шт. Дизайн: А. Жукаускас.                                                                              |         |

### Серия «Исторические и архитектурные памятники»
Монеты номиналом 50 литов, диаметром 38,61 мм и массой 28,28 г.
Гурт гладкий с надписью на лит. ISTORIJOS IR ARCHITEKTŪROS PAMINKLAI — «Исторические и архитектурные памятники».
| 2002 | | Тракайский замок                   |
| 2002 | Аверс: номинал, герб и название государства, год выпуска и знак монетного двора. Реверс: изображение замка и его название на лит. TRAKŲ SALOS PILIS. Тираж: 1500 шт. Дизайн: Р. Й. Бялявичюс, В. Поликша.                                           |                                    |
| 2003 | | Вильнюсский кафедральный собор     |
| 2003 | Аверс: номинал, герб и название государства, знак монетного двора. Реверс: изображение собора, год выпуска, надписи на лит. VILNIAUS KATEDRA и лит. ARCHITEKTAS LAURYNAS GUCEVIČIUS 1753-1798. Тираж: 1500 шт. Дизайн: Р. Й. Бялявичюс, В. Поликша. |                                    |
| 2004 | | Пажайслисский монастырь            |
| 2004 | Аверс: номинал, герб и название государства, год выпуска и знак монетного двора. Реверс: изображение монастыря и его название на лит. PAŽAISLIO KAMALDULIŲ VIENUOLYNAS. Тираж: 1500 шт. Дизайн: М. Завадскис, Р. Й. Бялявичюс.                      |                                    |
| 2005 | | Кярнаве                            |
| 2005 | Аверс: номинал, герб и название государства, год выпуска, знак монетного двора и изображение монеты XVI века. Реверс: пейзаж Кярнаве, название на лит. KERNAVĖ и надпись лит. UNESCO PASAULIO PAVELDAS. Тираж: 2000 шт. Дизайн: Г. Паулаускис.      |                                    |
| 2006 | | Мядининкайский замок               |
| 2006 | Аверс: номинал, герб и название государства, год выпуска и знак монетного двора на фоне каменной стены. Реверс: изображение замка и его название на лит. MEDININKŲ PILIS. Тираж: 2500 шт. Дизайн: Г. Паулаускис.                                    |                                    |
| 2007 | | Замок в Панямуне                   |
| 2007 | Аверс: номинал, герб и название государства, год выпуска и знак монетного двора на фоне башни замка. Реверс: изображение замка и его название на лит. PANEMUNĖS PILIS. Тираж: 5000 шт. Дизайн: С. Ю. Ярашюс.                                        |                                    |
| 2008 | | Каунасский замок                   |
| 2008 | Аверс: номинал, стилизованный герб XV века, год выпуска, название государства и знак монетного двора. Реверс: изображение замка и его название на лит. KAUNO PILIS. Тираж: 10 000 шт. Дизайн: Г. Паулаускис.                                        |                                    |
| 2009 | | Архитектурный ансамбль в Титувенай |
| 2009 | Аверс: номинал, стилизованный герб XVII века, год выпуска, название государства и знак монетного двора. Реверс: изображение собора, надпись на лит. ARCHITEKTŪRINIS ANSAMBLIS TYTUVĖNAI. Тираж: 10 000 шт. Дизайн: Р. Й. Бялявичюс.                 |                                    |
| 2010 | | Биржайский замок                   |
| 2010 | Аверс: номинал, стилизованный герб и название государства, год выпуска, знак монетного двора. Реверс: дерево, рыцарь, стилизованное изображение замка и его название на лит. BIRŽŲ PILIS. Тираж: 10 000 шт. Дизайн: В. Нарутис.                     |                                    |
| 2011 | | Верхний замок Вильнюса             |
| 2011 | Аверс: номинал, герб и название государства, год выпуска и знак монетного двора на фоне фрагмента стены замка. Реверс: изображение замка и его название на лит. VILNIAUS AUKŠTUTINĖ PILIS. Тираж: 5000 шт. Дизайн: Р. Й. Бялявичюс.                 |                                    |

### Серия «Литовская природа»
Монеты номиналом 50 литов, диаметром 38,61 мм и массой 28,28 г.
| 2006 | | Обыкновенная рысь             |
| 2006 | Аверс: название и герб государства на фоне леса, номинал, год выпуска, знак монетного двора. Реверс: изображение рыси, название животного на лат. Lynx lynx и лит. LŪŠIS. Гурт гладкий с орнаментом из следов рыси. Тираж: 3000 шт. Дизайн: Р. Эйдеюс.                                                                             |                               |
| 2008 | | Шмель                         |
| 2008 | Аверс: номинал, герб и название государства, год выпуска и знак монетного двора, разделённые точками. Реверс: изображение шмеля, название животного на лат. Bombus и лит. KAMANĖ. Гурт гладкий с надписью на лит. KAMANĖ PO ČIOBRYNUS LEKIOJA, GIEDRĄ NEŠIOJA. Тираж: 10 000 шт. Дизайн: А. Ваура, В. Оржекаускас.                 |                               |
| 2009 | | Смолёвка литовская            |
| 2009 | Аверс: герб и название государства, номинал, год выпуска, знак монетного двора. Реверс: изображение смолёвки, название растения на лат. Silene lithuanica и лит. LIETUVINĖ NAKTIŽIEDĖ. Гурт гладкий с двумя надписями на лит. LIETUVOS GAMTA, разделёнными изображениями цветов смолёвки. Тираж: 10 000 шт. Дизайн: Г. Паулаускис. |                               |
| 2010 | | Обыкновенный вьюн             |
| 2010 | Аверс: герб и название государства, номинал, год выпуска, знак монетного двора. Реверс: изображение вьюна, название животного на лат. Misgurnus fossilis и лит. VIJŪNAS. Гурт гладкий с надписью на лит. LIETUVOS GAMTA. Тираж: 10 000 шт. Дизайн: Г. Паулаускис, В. Нарутис.                                                      |                               |
| 2012 | | Европейская болотная черепаха |
| 2012 | Аверс: герб и название государства, год выпуска, знак монетного двора. Реверс: номинал, инициалы дизайнера, изображение черепахи, название животного на лат. Emys orbicularis и лит. BALINIS VĖŽLYS. Гурт гладкий с надписью на лит. LIETUVOS GAMTA. Тираж: 3000 шт. Дизайн: Г. Каралюс.                                           |                               |

### Памятные серебряные монеты
Монеты номиналом 50 литов, диаметром 38,61 мм и массой 28,28 г.
| 2000 | | Новое тысячелетие                                  |
| 2000 | Аверс: герб и название государства, номинал и знак монетного двора на фоне стилизованного изображения радуги со звёздами. Реверс: композиция из арки, креста и солнца. Гурт гладкий с надписью на лат. SALVE NOVUM MILLENNIUM. Тираж: 3000 шт. (реализовано 2998). Дизайн: Р. Й. Бялявичюс. |                                                    |
| 2004 | | Куршская коса                                      |
| 2004 | Аверс: герб и название государства, номинал, год выпуска и знак монетного двора. Реверс: стилизованный фрагмент дюн Куршской косы, её название на лит. KURŠIŲ NERIJA, надпись лит. UNESCO PASAULIO PAVELDAS. Гурт гладкий с элементами герба Неринги. Тираж: 2000 шт. Дизайн: Р. Й. Бялявичюс. |                                                    |
| 2005 | | Кардинал Винцентас Сладкявичюс                     |
| 2005 | Аверс: стилизованный крест, герб и название государства, номинал, год выпуска и знак монетного двора. Реверс: портрет и герб кардинала Винцентаса Сладкявичюса, имя и годы жизни на лит. KARDINOLAS VINCENTAS SLADKEVIČIUS 1920-2000. Гурт гладкий с надписью на лит. GYVENKIME GERUMU IR VILTIMI. Тираж: 2000 шт. Дизайн: Г. Паулаускис.                                                         |                                                    |
| 2008 | | Изготовление крестов                               |
| 2008 | Аверс: изображения крестов, герб и название государства, номинал, год выпуска и знак монетного двора. Реверс: изображения крестов, надпись на лит. KRYŽDIRBYSTĖ IR KRYŽIŲ SIMBOLIKA • UNESCO •, видимое под углом изображение в виде символа евро и одной звезды флага Евросоюза / одного из крестов. Гурт гладкий с надписью на лит. LIETUVOS BANKAS. Тираж: 10 000 шт. Дизайн: Р. Й. Бялявичюс. |                                                    |
| 2009 | | Вильнюс — Культурная столица Европы-2009           |
| 2009 | Аверс: герб и название государства, номинал и знак монетного двора. Реверс: композиция в виде рисующей на мольберте в виде замка Гедимина женщины — символа античной культуры, год выпуска и надпись на лит. VILNIUS – EUROPOS KULTŪROS SOSTINĖ. Гурт гладкий с надписью на лат. VILNIUS – METROPOLIS CULTURAE EUROPENSIS. Тираж: 10 000 шт. Дизайн: В. Нарутис.                                  |                                                    |
| 2013 | | Председательство Литвы в Совете Европейского союза |
| 2013 | Аверс: стилизованное изображение герба, название государства, номинал, год выпуска и знак монетного двора. Реверс: стилизованная карта Европейского Союза, надпись на лит. LIETUVOS PIRMININKAVIMAS EUROPOS SĄJUNGOS TARYBAI. Гурт гладкий с двумя надписями «2013 07 01 — 2013 12 31 *». Тираж: 4000 шт. Дизайн: Р. Й. Бялявичюс.                                                                |                                                    |
| 2014 | | Форма                                              |
| 2014 | Аверс: стилизованное изображение герба, название государства, год выпуска и знак монетного двора. Реверс: окружности разного диаметра, номинал. Гурт гладкий. Тираж: 3000 шт. Дизайн: А. Даутартайте-Крутуле. |                                                    |

### Юбилейные серебряные монеты 1995—1999
Монеты номиналом 50 литов.
| 1995 | | 5 лет Независимости                     |
| 1995 | Аверс: герб на фоне лент и название государства, номинал, знак монетного двора. Реверс: дубовый пень с новым ростком, надпись на лит. 1990 • VALSTYBĖS ATGIMIMAS • 1995. Гурт гладкий с надписью на лит. TEGUL MEILĖ LIETUVOS DEGA MŪSŲ ŠIRDYSE. Масса: 23,3 г. Диаметр: 34 мм. Тираж: 5000 шт. Дизайн: А. Жукаускас. |                                         |
| 1995 | 120 лет со дня рождения М. К. Чюрлёниса |                                         |
| 1995 | Аверс: герб и название государства, год выпуска, номинал, знак монетного двора, фрагмент картины Чюрлёниса. Реверс: портрет, годы жизни и имя художника на лит. M.K.ČIURLIONIS 1875-1911. Гурт гладкий с надписью на лит. PASAULIS KAIP DIDELĖ SIMFONIJA. Масса: 23,3 г. Диаметр: 34 мм. Тираж: 10 000 шт. (реализовано 6541). Дизайн: А. Жукаускас. |                                         |
| 1996 | | 5 лет Январским событиям                |
| 1996 | Аверс: герб на фоне лент и название государства, номинал, знак монетного двора. Реверс: изображение скульптуры «Пиета» Станисловаса Кузмы, надпись на лит. 1991 • SAUSIO TRYLIKTOJI • 1996. Гурт гладкий с надписью на лит. IR KRAUJU KRIKŠTYTI TAMPA VĖL GYVYBE *. Масса: 23,3 г. Диаметр: 34 мм. Тираж: 6000 шт. Дизайн: А. Жукаускас. |                                         |
| 1997 | | 450 лет первой литовской книге          |
| 1997 | Аверс: герб и название государства, год выпуска, номинал, знак монетного двора. Реверс: титульный лист первой литовской книги, надпись на лит. LIETUVIŠKAI KNYGAI 450. Гурт гладкий с надписью на лит. MARTYNAS MAŽVYDAS * IMKIT MANE IR SKAITYKIT *. Масса: 23,3 г. Диаметр: 34 мм. Тираж: 5000 шт. (реализовано 3476). Дизайн: П. Мазурас. |                                         |
| 1997 | 600 лет с появления караимов и татар в Литве |                                         |
| 1997 | Аверс: герб и название государства, год выпуска, номинал, знак монетного двора. Реверс: фигуры воинов караима и татарина, надпись на лит. KARAIMAI IR TOTORIAI LIETUVOJE • 600 METŲ •. Гурт гладкий с надписью на лит. LIETUVA, TĖVYNE MŪSŲ ***. Масса: 23,3 г. Диаметр: 34 мм. Тираж: 3000 шт. (реализовано 2635). Дизайн: В. Вилджюнас. |                                         |
| 1998 | | 200 лет со дня рождения А. Б. Мицкевича |
| 1998 | Аверс: герб и название государства, год выпуска, номинал, знак монетного двора, перо. Реверс: портрет Мицкевича на фоне здания Вильнюсского университета, годы жизни и имя на лит. ADOMAS MICKEVIČIUS 1798-1855. Гурт гладкий с надписью на лит. TĖVYNE LIETUVA, MIELESNĖ UŽ SVEIKATĄ. Масса: 23,3 г. Диаметр: 34 мм. Тираж: 4000 шт. (реализовано 2860). Дизайн: А. Босас.                                                                                     |                                         |
| 1999 | | 100 лет со дня смерти В. Кудирки        |
| 1999 | Аверс: герб и название государства, год выпуска, номинал, знак монетного двора, стилизованное изображение колокола со словами государственного гимна на лит. IŠ PRAEITIES TAVO SŪNŪS TE STIPRYBĘ SEMIA. Реверс: год выпуска, портрет Кудирки, годы жизни и имя на лит. VINCAS KUDIRKA 1858-1899. Гурт гладкий с надписью на лит. VARDAN TOS LIETUVOS VIENYBĖ TEŽYDI. Масса: 28,28 г. Диаметр: 38,61 мм. Тираж: 4000 шт. (реализовано 1835). Дизайн: Г. Каралюс. |                                         |
| 1999 | 10 лет Балтийскому пути |                                         |
| 1999 | Аверс: герб на фоне щита и название государства, год выпуска, номинал, знак монетного двора. Реверс: стилизованный мотив рук, надпись на лит. BALTIJOS KELIUI–10 • LIETUVA • LATVIJA • ESTIJA •. Гурт гладкий с надписью на лит. VILNIUS RYGA TALINAS. Масса: 28,28 г. Диаметр: 38,61 мм. Тираж: 4000 шт. (реализовано 2542). Дизайн: А. Жукаускас. |                                         |

### Юбилейные серебряные монеты 2000—2005
Монеты номиналом 50 литов, диаметром 38,61 мм и массой 28,28 г.
| 2000 | | 350 лет книге «Великое искусство артиллерии» |
| 2000 | Аверс: герб государства на фоне иллюстрации из книги, название государства, номинал и знак монетного двора. Реверс: иллюстрация из книги, имя автора на лит. KAZIMIERAS SEMENAVIČIUS — Казимир Семенович, название книги на лит. DIDYSIS ARTILERIJOS MENAS и год выпуска. Гурт гладкий с надписью на лат. ARS MAGNA ARTILLERIAE * MDCL. Тираж: 2000 шт. (реализовано 1936). Дизайн: Г. Каралюс.                                          |                                              |
| 2000 | 10 лет Независимости |                                              |
| 2000 | Аверс: герб и название государства, номинал, знак монетного двора. Реверс: монумент Свободы на фоне лучей Солнца, надпись на лит. NEPRIKLAUSOMYBĖS ATKŪRIMAS 1990—2000. Гурт гладкий с надписью на лит. LAISVĖ — AMŽINOJI TAUTOS VERTYBĖ. Тираж: 3000 шт. (реализовано 2698). Дизайн: Г. Каралюс. |                                              |
| 2001 | | 150 лет со дня рождения Й. Басанавичюса      |
| 2001 | Аверс: герб и название государства, номинал, год выпуска, знак монетного двора, газеты и документы, связанные с деятельностью Басанавичюса. Реверс: портрет, подпись и годы жизни Басанавичюса. Гурт гладкий с надписью на лит. KAD AUŠRAI AUŠTANT PRAŠVISTŲ IR LIETUVOS DVASIA. Тираж: 2000 шт. Дизайн: Р. Ничяенэ, Р. Й. Бялявичюс. |                                              |
| 2001 | 200 лет со дня рождения М. Валанчюса |                                              |
| 2001 | Аверс: герб и название государства, номинал, год выпуска, знак монетного двора, посох, раскрытая книга со зданиями Варняя. Реверс: портрет, годы жизни и имя епископа на лит. MOTIEJUS VALANČIUS. Гурт гладкий с надписью на лит. LIETUVIŠKAS ŽODIS, RAŠTAS IR TIKĖJIMAS — TAUTOS GYVASTIS. Тираж: 2000 шт. Дизайн: Р. Эйдеюс. |                                              |
| 2004 | | 425 лет Вильнюсскому университету            |
| 2004 | Аверс: герб государства в орнаментальном обрамлении, номинал и название государства. Реверс: вид на университет, год выпуска, надпись на лит. VILNIAUS UNIVERSITETAS 425. Гурт гладкий с надписью на лат. UNIVERSITAS VILNENSIS. Тираж: 2000 шт. Дизайн: Р. Й. Бялявичюс. |                                              |
| 2004 | 475 лет Статуту Великого княжества Литовского |                                              |
| 2004 | Аверс: герб Литвы XVI века на фоне растительного орнамента, название государства, номинал, год выпуска, знак монетного двора. Реверс: на фоне растительного орнамента: колонны Гедимина и сцена, как Альбрехт Гаштольд представляет Статут королю Сигизмунду I, по краю надпись на лит. LIETUVOS STATUTAS 475. Гурт гладкий с надписью на лит. BŪKIME TEISĖS VERGAI, KAD GALĖTUME NAUDOTIS LAISVĖMIS. Тираж: 1000 шт. Дизайн: П. Ряпшис. |                                              |
| 2005 | | 150 лет Национальному музею Литвы            |
| 2005 | Аверс: литовские монеты XIV—XVI веков, название государства, номинал, год выпуска, знак монетного двора. Реверс: Архангел Михаил с трубой, надпись на лит. LIETUVOS NACIONALINIS MUZIEJUS 150. Гурт гладкий с надписью на лат. PRO PUBLICO BONO. Тираж: 1500 шт. Дизайн: А. Жукаускас. |                                              |
| 2005 | 100 лет Великому Вильнюсскому сейму |                                              |
| 2005 | Аверс: стилизованный герб и название государства, номинал, год выпуска, знак монетного двора. Реверс: фрагмент речи Басанавичюса, произнесённой на открытии Великого Вильнюсского сейма: лит. UŽ VISUOTINĄ TAUTOS DVASIŠKĄ IR MEDEGIŠKĄ GEROVĘ, ниже — его подпись, надпись на лит. DIDYSIS VILNIAUS SEIMAS • 100 •. Гурт гладкий с орнаментом из колонн Гедимина. Тираж: 1500 шт. Дизайн: А. Грускас, Р. Й. Бялявичюс.                  |                                              |

### Юбилейные серебряные монеты 2006—2013
Монеты номиналом 50 литов, диаметром 38,61 мм и массой 28,28 г.
| 2006 | | 200 лет со дня рождения Э. Плятер            |
| 2006 | Аверс: герб государства, год выпуска и знак монетного двора на фоне сцены восстания 1830-31 годов, название государства и номинал. Реверс: портрет, имя (лит. EMILIJA PLIATERYTĖ) и годы жизни Э. Плятер (1806—1831). Гурт гладкий с надписью на лит. 1831 SUKILIMAS. Тираж: 2500 шт. Дизайн: Г. Паулаускис.                                                                    |                                              |
| 2008 | | 550 лет со дня рождения Св. Казимира         |
| 2008 | Аверс: герб Литвы XV века, название государства, номинал, год выпуска, знак монетного двора. Реверс: Св. Казимир, его имя (лит. ŠV. KAZIMIERAS) и годы жизни (1458—1484). Гурт гладкий. Тираж: 5000 шт. Дизайн: Г. Паулаускис. |                                              |
| 2010 | | 600 лет Грюнвальдской битве                  |
| 2010 | Аверс: печать главы литовского государства XV века, название государства, номинал, год выпуска, знак монетного двора. Реверс: сцена из битвы, её название на лит. ŽALGIRIO MŪŠIS и годы юбилея (1410 2010). Гурт гладкий с орнаментом в виде наконечников копий XV века. Тираж: 10 000 шт. Дизайн: Р. Й. Бялявичюс.                                                             |                                              |
| 2011 | | 150 лет со дня рождения Г. Петкявичайте-Бите |
| 2011 | Аверс: герб и название государства, номинал, год выпуска, знак монетного двора, надпись на лит. LIKIT SAVO NAMŲ IR TĖVYNĖS SARGYBOJE. Реверс: портрет и имя Петкявичайте-Бите (лит. GABRIELĖ PETKEVIČAITĖ-BITĖ•150•), надпись на лит. ŽMONĖMS TAUTAI VALSTYBEI KULTŪRAI. Гурт гладкий с надписью на лат. AD ASTRA. Тираж: 10 000 шт. Дизайн: Р. Эйдеюс.                         |                                              |
| 2012 | | 200 лет Музею «Баубляй» Д. Пошки             |
| 2012 | Аверс: герб и название государства, номинал, год выпуска, знак монетного двора на фоне фрагмента произведения Д. Пошки. Реверс: памятник, установленный на родине Пошки и надпись на лит. DIONIZO POŠKOS BAUBLIAI • 200 на фоне фрагмента его произведения. Гурт гладкий с надписью на лит. VAISTINĖ PROTO YRA PO TUO STOGU. Тираж: 4000 шт. Дизайн: Г. Паулаускис, Р. Ничяенэ. |                                              |
| 2012 | 150 лет со дня рождения Майрониса |                                              |
| 2012 | Аверс: стилизованное изображение герба, название государства, номинал, год выпуска, знак монетного двора. Реверс: портрет Майрониса, фрагмент его работы «Pavasario balsai», его подпись и число «150». Гурт гладкий с надписью на лит. GINKIME KALBĄ, ŽEMĘ, JOS BŪDĄ!. Тираж: 3000 шт. Дизайн: Р. Й. Бялявичюс.                                                                |                                              |
| 2013 | | 150 лет Январскому восстанию 1863 года       |
| 2013 | Аверс: символы восстания 1863 года, название государства, номинал, год выпуска, знак монетного двора. Реверс: различное холодное оружие, надпись на лит. 1863-1864 SUKILIMAS. Гурт гладкий с надписью на лит. LAISVĖ * LYGYBĖ * NEPRIKLAUSOMYBĖ *. Тираж: 3000 шт. Дизайн: Г. Паулаускис, В. Валентас.                                                                          |                                              |
| 2013 | 25 лет движению Саюдис |                                              |
| 2013 | Аверс: номинал, стилизованное изображение герба с фрагментами баррикад и название государства, знак монетного двора. Реверс: фрагмент фотографии Зинаса Казенаса, год выпуска, надпись на лит. LIETUVOS SĄJŪDIS 25. Гурт гладкий с надписью на лит. SU SĄJŪDŽIU UŽ LIETUVĄ. Тираж: 4000 шт. Дизайн: Р. Й. Бялявичюс.                                                            |                                              |
| 2013 | 600-летие крещения Жемайтии |                                              |
| 2013 | Аверс: герб и название государства, номинал, год выпуска, знак монетного двора. Реверс: фреска с изображением крещения, надпись на лит. ŽEMAITIJOS KRIKŠTAS 600. Гурт гладкий с надписью на лат. CONVERSIO CHRISTIANA SAMOGITIAE MCDXIII. Тираж: 3000 шт. Дизайн: П. Ряпшис. |                                              |

### Юбилейные серебряные монеты 2014
Монеты номиналом 50 литов, диаметром 38,61 мм и массой 28,28 г.
| 2014 | | 300 лет со дня рождения К. Донелайтиса |
| 2014 | Аверс: номинал, герба и название государства, год выпуска и знак монетного двора, сцены из жизни литовских крестьян. Реверс: изображение солнца, надпись на лит. KRISTIJONAS DONELAITIS 300, сцены из жизни литовских крестьян. Гурт гладкий с надписью на лит. JAU SAULELĖ VĖL ATKOPDAMA BUDINO SVIETĄ. Тираж: 3000 шт. Дизайн: Т. Жебраускас, Г. Паулаускис.                                                      |                                        |
| 2014 | 25-летие восстановления Университета Витовта Великого |                                        |
| 2014 | Аверс: номинал, герба и название государства, год выпуска и знак монетного двора. Реверс: надпись на лат. ARTES LIBERALES на фоне раскрытой книги с изображением карты мира, звёзды, надпись на лит. VYTAUTO DIDŽIOJO UNIVERSITETO ATKŪRIMAS 25. Гурт гладкий с надписью на лат. UNIVERSITAS VYTAUTI MAGNI. Тираж: 3000 шт. Дизайн: Г. Паулаускис, Р. Римкунас.                                                     |                                        |
| 2014 | 25 лет Балтийскому пути |                                        |
| 2014 | Аверс: номинал, стилизованное изображение герба и название государства, год выпуска и знак монетного двора. Реверс: символическое изображение ветви дерева с листьями в виде флагов Латвии, Литвы и Эстонии на фоне силуэтов государств, надпись на лит. BALTIJOS KELIAS 25. Гурт гладкий с названиями государств на национальных языках: EESTI LATVIJA LIETUVA. Тираж: 4000 шт. Дизайн: Е. Раткуте, Г. Паулаускис. |                                        |
| 2014 | 500 лет Битве под Оршей |                                        |
| 2014 | Аверс: номинал, стилизованное изображение герба и название государства, год выпуска и знак монетного двора. Реверс: сцена битвы, портрет Константина Острожского, надписи на лит. ORŠOS MŪŠIS 500 и лит. DIDYSIS LDK ETMONAS KONSTANTINAS OSTROGIŠKIS. Гурт гладкий с изображениями артиллерийских орудий. Тираж: 3000 шт. Дизайн: Р. Римкунас, Г. Паулаускис.                                                      |                                        |

### 100 литов
| 2013 | | 400-летие первой карты Великого княжества Литовского |
| 2013 | Аверс: герб государства на фоне фрагментов первой карты ВКЛ, номинал, название государства и год выпуска. Реверс: портрет Николая Радзивилла на фоне карты ВКЛ, надпись на лит. PIRMASIS LIETUVOS DIDŽIOSIOS KUNIGAIKŠTYSTĖS ŽEMĖLAPIS и имя её создателя на лит. MIKALOJUS KRISTUPAS RADVILA NAŠLAITĖLIS. Гурт гладкий. Масса: 56,56 г. Ширина: 42 мм. Тираж: 4000 шт. Дизайн: Р. Римкунас, Р. Римкунене, Г. Паулаускис. |                                                      |

## Монеты из золота
Монеты выполнены в качестве proof. Для чеканки использовалось золото 999 пробы.
| 1997 | | 75 лет Банку Литвы и литу                              |
| 1997 | Аверс: номинал, герб и название государства, масса и проба металла, год выпуска (1997). Реверс: портрет и подпись первого управляющего Банком Литвы Владаса Юргутиса (1885—1966), надпись на лит. LIETUVOS BANKUI IR LITUI 75. Гурт прерывисто-рубчатый. Номинал: 1 лит. Масса: 7,78 г. Диаметр: 22,3 мм. Тираж: 1500 шт. Дизайн: А. Каждайлис, Р. Эйдеюс. |                                                        |
| 1999 | | История золота. Золотые монеты Литвы                   |
| 1999 | Аверс: номинал, герб и название государства, год выпуска (1999), орнамент по бокам и окантовка из точек по краю. Реверс: стилизованное изображение кузнеца, знак монетного двора, по кругу — надпись на лат. AVREVS NVMMVS LITVANIÆ, окантовка из точек. Гурт рубчатый. Номинал: 10 литов. Масса: 1,244 г. Диаметр: 13,92 мм. Тираж: 5500 шт. Дизайн: Г. Паулаускис. |                                                        |
| 2000 | | Витовт                                                 |
| 2000 | Аверс: номинал, герб и название государства, год выпуска (2000). Реверс: бюст Витовта, надпись на лит. VYTAUTAS DIDYSIS • 1392—1430 и на лат. M • DUX • LITUANIAE. Гурт гладкий с надписью на лит. IŠ PRAEITIES TAVO SŪNŪS TE STIPRYBĘ SEMIA. Номинал: 100 литов. Масса: 7,78 г. Диаметр: 22,3 мм. Тираж: 2000 шт. Дизайн: А. Жукаускас. |                                                        |
| 2005 | | Замок правителей Литвы                                 |
| 2005 | Аверс: номинал, название государства, год выпуска (2005), герб Литвы XVI века, окантовка из точек. Реверс: вид на Замок правителей Литвы, надпись на лит. LIETUVOS DIDŽIOSIOS KUNIGAIKŠTYSTĖS VALDOVŲ RŪMAI •, окантовка из точек. Гурт гладкий. Номинал: 500 литов. Масса: 31,1 г. Диаметр: 32,5 мм. Тираж: 1000 шт. Дизайн: Г. Паулаускис. |                                                        |
| 2007 | | Острая брама                                           |
| 2007 | Аверс: Острая брама, номинал, название государства, год выпуска и знак монетного двора. Реверс: спираль Фибоначчи, надпись на лат. SECTIO AUREA. Гурт рубчатый. Номинал: 10 литов. Масса: 1,244 г. Диаметр: 13,82 мм. Тираж: 15 000 шт. Дизайн: Л. Парилскис, Р. Й. Бялявичюс. |                                                        |
| 2007 | Тысячелетие имени Литвы — Кведлинбургские анналы |                                                        |
| 2007 | Аверс: стилизованное изображение государственного герба, название государства, номинал, год выпуска, знак монетного двора. Реверс: фрагмент Кведлинбургских анналов на латыни, где впервые упомянуто название «Литва», их название — лат. ANNALES QUEDLINBURGENSES и год первого упоминания Литвы (1009). Гурт гладкий с надписью на лит. LIETUVOS VARDO TŪKSTANTMETIS. Номинал: 100 литов. Масса: 7,78 г. Диаметр: 22,3 мм. Тираж: 5000 шт. Дизайн: Г. Паулаускис, Л. Парилскис. |                                                        |
| 2008 | | Тысячелетие имени Литвы — Великое княжество Литовское  |
| 2008 | Аверс: стилизованное изображение государственного герба, название государства, номинал, год выпуска, знак монетного двора. Реверс: названия основных исторических событий Литвы на фоне карты ВКЛ, надпись на лит. LIETUVOS DIDŽIOJI KUNIGAIKŠTYSTĖ, сверху — корона ВКЛ. Гурт гладкий с надписью на лит. LIETUVOS VARDO TŪKSTANTMETIS. Номинал: 100 литов. Масса: 7,78 г. Диаметр: 22,3 мм. Тираж: 10 000 шт. Дизайн: Г. Паулаускис, Л. Парилскис.                               |                                                        |
| 2009 | | Тысячелетие имени Литвы — Восстановление независимости |
| 2009 | Аверс: стилизованное изображение государственного герба, название государства, номинал, год выпуска, знак монетного двора. Реверс: фрагмент Акта восстановления независимости Литвы, монограмма Бронюса Леонавичюса, надпись на лит. LIETUVOS VALSTYBĖS ATKŪRIMAS, внизу — колонны Гедимина. Гурт гладкий с надписью на лит. LIETUVOS VARDO TŪKSTANTMETIS. Номинал: 100 литов. Масса: 7,78 г. Диаметр: 22,3 мм. Тираж: 10 000 шт. Дизайн: Б. Леонавичюс, Г. Паулаускис.           |                                                        |
| 2010 | | 600 лет Грюнвальдской битве                            |
| 2010 | Аверс: печать великого князя Витовта, название государства, номинал, год выпуска, знак монетного двора. Реверс: сцена из битвы, её название на лит. ŽALGIRIO MŪŠIS и годы юбилея (1410 2010). Гурт гладкий с орнаментом в виде наконечников копий XV века. Номинал: 500 литов. Масса: 31,1 г. Диаметр: 33,0 мм. Тираж: 5000 шт. Дизайн: Р. Й. Бялявичюс. |                                                        |
| 2011 | | Чемпионат Европы по баскетболу 2011                    |
| 2011 | Аверс: номинал, герб и название государства, знак монетного двора и год выпуска на фоне стилизации под баскетбольный мяч. Реверс: надпись на лит. 2011 EUROPOS KREPŠINIO ČEMPIONATAS на фоне стилизации под баскетбольный мяч. Гурт гладкий. Номинал: 50 литов. Масса: 3,1 г. Диаметр: 16,25 мм. Тираж: 5000 шт. Дизайн: Г. Паулаускис, Л. Парилскис. |                                                        |
| 2012 | | Литовская наука                                        |
| 2012 | Аверс: номинал, герб государства, год выпуска и знак монетного двора. Реверс: стилизованное изображение операции на сердце, надпись на лит. LIETUVOS MOKSLAS. Гурт гладкий. Номинал: 10 литов. Масса: 1,244 г. Диаметр: 13,92 мм. Тираж: 5000 шт. Дизайн: Р. Й. Бялявичюс. |                                                        |
| 2014 | | Балтистика                                             |
| 2014 | Аверс: стилизованное изображение государственного герба, название государства, номинал, год выпуска, знак монетного двора. Реверс: изображение орнаментированного янтарного диска — археологической находки периода неолита, надпись на лит. BALTISTIKA. Гурт гладкий. Номинал: 10 литов. Масса: 1,244 г. Диаметр: 13,92 мм. Тираж: 5000 шт. Дизайн: В. Сколевичюс. |                                                        |

## Биметаллическая монета из драгоценных металлов
| 2003 | | 750 лет коронации Миндовга |
| 2003 | Аверс: герб Литвы XIII века, название государства, номинал, год выпуска римскими цифрами (MMIII) и знак монетного двора. Реверс: Миндовг, сидящий на троне, надпись на лит. MINDAUGO KARŪNAVIMAS 1253. Гурт гладкий с надписью на лит. LIETUVOS KARALYSTĖ 1253. Номинал: 200 литов. Масса: 15,0 г. Диаметр: 27,0 мм. Тираж: 2000 шт. Дизайн: П. Ряпшис. |                            |